# Michail Gerasijewitsch Mamiaschwili

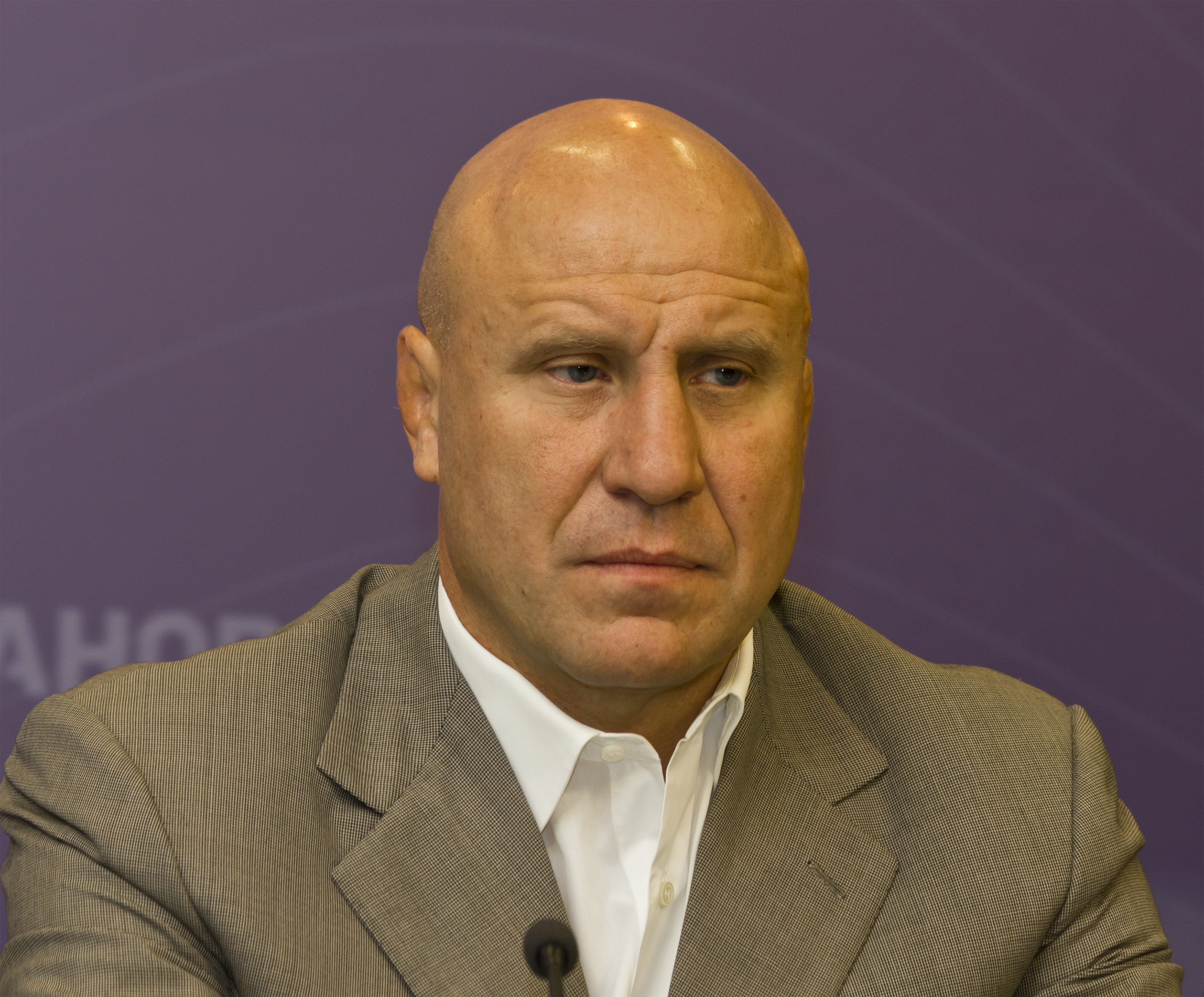
Mamiaschwili 2013

Michail Gerasijewitsch Mamiaschwili (russisch Михаил Геразиевич Мамиашвили; * 21. November 1963 in Konotop) ist ein ehemaliger sowjetischer Ringer.

## Werdegang
Michail Mamiaschwili begann als 14-jähriger Jugendlicher mit dem Ringen. Bereits bei der Jugend und den Junioren dominierte er in seinem jeweiligen Altersbereich in der Sowjetunion. Der gelernte Maschinenschlosser trat mit 18 Jahren in die Sowjetarmee ein und wurde zum zentralen Sportklub der Armee ZSKA Moskau delegiert. Dort führten ihn die Trainer A. Jefremow und Nikolai Jessin bald auch in die Weltspitze. Großen Anteil daran hatte auch der Trainer der Nationalmannschaft, in die Michail 1983 aufgenommen wurde, Gennadi Sapunow. Michail rang ausschließlich im griechisch-römischen Stil. Der 1,77 m große Athlet rang zunächst im Weltergewicht und später im Mittelgewicht.
Seinen ersten internationalen Einsatz bei einer internationalen Meisterschaft bestritt Michail 1983, als er in Kristiansund Weltmeister der Junioren (Espoirs) im Weltergewicht wurde. Im selben Jahr erhielt er vom sowjetischen Verband auch das Vertrauen bei den Weltmeisterschaften in Kiew. Er rechtfertigte dieses auch, denn er wurde Weltmeister. Viel Arbeit auf dem Weg zum Titel hatte er dabei mit dem deutschen Meister Karl-Heinz Helbing aus Mainz, gegen den er umstritten mit 5:4 Punkten gewann. Er bewies bei diesen Meisterschaften aber durch die Siege über die Weltmeister der vorangegangenen Jahre, Ștefan Rusu aus Rumänien und Andrzej Supron aus Polen, dass er außergewöhnliches Potential besaß.
Trotzdem musste er bei den Europameisterschaften 1984 in Jönköping Lehrgeld bezahlen, denn er unterlag dem Bulgaren Welitschkow in einem Pool-Kampf und konnte so gegen Helbing nur um die Bronzemedaille kämpfen. Diesmal gewann er klar nach Punkten. An den Olympischen Spielen 1984 in Los Angeles konnte er wegen des Olympiaboykotts durch die sozialistischen Staaten nicht teilnehmen. Bei der Ersatzveranstaltung in Budapest siegte er in seiner Gewichtsklasse.
Bei den Europameisterschaften 1985 in Leipzig musste er erneut eine Niederlage einstecken, die letzte für viele Jahre. Diesmal war es Ștefan Rusu, der ihn nach Punkten schlug. Michail gewann deshalb nur die Bronzemedaille.
Von den Weltmeisterschaften 1985 an, bis zu den Europameisterschaften 1989, gewann Michail dann alle Meisterschaften, an denen er teilnahm. Das waren die Siege bei den Olympischen Spielen 1988 in Seoul, den Weltmeisterschaften 1985 und 1986 und den Europameisterschaften 1986, 1988 und 1989. Im Jahr 1987 startete er bei keinen internationalen Meisterschaften. Er hatte ab 1985 zunehmend Probleme das Gewicht für die Weltergewichtsklasse zu bringen und entschloss sich, künftig im Mittelgewicht zu starten. Das Jahr 1987 diente zum Hineinwachsen in die neue Gewichtsklasse.
Bei der Weltmeisterschaft 1986 in Budapest stand Michail mit Mirko Jahn aus Luckenwalde im Finale ein deutscher Ringer gegenüber, den er aber klar besiegte. In den Endkämpfen der Europameisterschaften 1988 und den Olympischen Spielen 1988 besiegte er jeweils den Ungarn Tibor Komáromi in harten Kämpfen knapp nach Punkten. Ungarische Ringer waren es dann auch, die ihn bei den Weltmeisterschaften 1989 und 1990 besiegten und somit seine glanzvolle Karriere beendeten. 1989 war es Komáromi und 1990 Péter Farkas.
Michail Mamiaschwili, der Kapitän (Hauptmann) in der russischen Armee ist, begann danach eine sehr erfolgreiche Funktionärslaufbahn im russischen Ringerverband. Im Jahr 2004 war er auch Mannschaftsführer der russischen Ringer bei den Olympischen Spielen in Athen. Für seine Verdienste um den Ringersport wurde er im August 2008 in die FILA International Wrestling Hall of Fame aufgenommen. 2011 erhielt er den Orden der Ehre, 2014 den Verdienstorden für das Vaterland IV. Klasse.

## Internationale Erfolge
(OS = Olympische Spiele, WM = Weltmeisterschaft, EM = Europameisterschaft, GR = griech.-röm. Stil, 
We = Weltergewicht, Mi = Mittelgewicht, damals bis 74 kg bzw. 82 kg Körpergewicht)
- 1983, 1. Platz, Junioren-WM (Espoirs) in Kristiansund, GR, We, vor Tibor Komáromi, Ungarn und Petar Tenew, Bulgarien;
- 1983, 1. Platz, WM in Kiew, GR, We, vor Andrzej Supron, Polen, Karol Kasap, Jugoslawien, Ștefan Rusu, Rumänien, Roger Tallroth, Schweden und Takahiro Mukai, Japan;
- 1984, 3. Platz, EM in Jönköping, GR, We, mit Siegen über Rolf Müller, DDR, Celal Taskiran, Türkei, Ferenc Kocsis, Ungarn und Karl-Heinz Helbing, BR Deutschland und einer Niederlage gegen Borislaw Welitschkow, Bulgarien;
- 1984, 1. Platz, Großer Preis der BR Deutschland in Freiburg im Breisgau, GR, We, vor Tallroth, Ștefan Rusu und Karl-Heinz Helbing, BR Deutschland;
- 1984, 1. Platz, Freundschafts-Spiele in Budapest, GR, We, vor Andrzej Supron und Borislaw Welitschkow, Bulgarien;
- 1985, 3. Platz, EM in Leipzig, GR, We, mit Siegen über Raimund Feser, BR Deutschland, Taskiran, Kasap und Tallroth und einer Niederlage gegen Ștefan Rusu;
- 1985, 1. Platz, World-Cup-Turnier in Lund/Schweden, GR, We, vor Antonio López, Kuba und Tallroth;
- 1985, 1. Platz, WM in Kolbotn/Norwegen, GR, We, vor Ștefan Rusu, Jouko Salomäki, Finnland, Supron, Velitschkow und Helbing;
- 1986, 1. Platz, Großer Preis der BR Deutschland in Freiburg im Breisgau, GR, We, vor Tallroth, Daulet Turlychanow, UdSSR, Lemke, DDR und Mischler;
- 1986, 1. Platz, EM in Athen, GR, We, vor Tallroth, Salomäki, Jerzy Kopanski, Polen, Ștefan Rusu und Martial Mischler, Frankreich;
- 1986, 1. Platz, WM in Budapest, GR, We, vor Mirko Jahn, DDR, Dabri Marinkow, Bulgarien, Franc Podlesek, Jugoslawien, Tallroth und David Butler, USA;
- 1988, 1. Platz, Großer Preis der BR Deutschland in Neuss, GR, Mi, vor Magnus Fredriksson, Schweden, Roger Gössner, BR Deutschland, Thomas Zander, BR Deutschland, Hans-Hermann Strauß, BR Deutschland und Bogdan Daras, Polen;
- 1988, 1. Platz, EM in Kolbotn, Gr, Mi, vor Tibor Komáromi, Ungarn, Timo Niemi, Finnland, Miroslaw Stefan, Bulgarien, Maik Bullmann, DDR und Sorin Herțea, Rumänien;
- 1988, Goldmedaille, OS in Seoul, GR, Mi, vor Komáromi, Im Sang-Kyu, Korea, Stig Kleven, Norwegen, Goram Kasum Jugoslawien und Magnus Fredriksson, Schweden;
- 1988, 1. Platz, FILA-Grand-Prix-Gala in Budapest, GR, Mi, vor Stefan und Zoltán Ignácz, Ungarn;
- 1989, 1. Platz, Großer Preis der BR Deutschland in Bonn, GR, Mi, vor Thomas Zander, BR Deutschland, Sorin Herțea, Hans-Hermann Strauß, BR Deutschland, Ignácz und Yazici Mahir, Türkei;
- 1989, 1. Platz, EM in Oulu, GR, Mi, vor Piotr Stępień, Polen, Olaf Koschnitzke, DDR, Komáromi, Kleven und Sorin Herțea;
- 1989, 2. Platz, WM in Martigny/Schweiz, GR, Mi, hinter Komáromi und vor Fredriksson, Niemei, John Morgan, USA, Kasum und Zander;
- 1990, 1. Platz, Großer Preis der BR Deutschland in Saarbrücken, GR, Mi, vor Kasum, Niemi, Tino Hempel, DDR, Salomäki und Koschnitzke;
- 1990, 1. Platz, Grand-Prix-Turnier, GR, Mi, vor Kasum und Niemi;
- 1990, 2. Platz, WM in Rom, GR, Mi, hinter Péter Farkas, Ungarn und vor Kasum, Niemi, Pavel Frinta, CSSR, Morgan und Koschnitzke

## Sowjetische Meisterschaften
Die sowjetische Meisterschaft gewann Michail Mamiaschwili 1984, 1987, 1988 und 1989.

## Privates
Michail Mamiaschwili ist verheiratet und hat drei Töchter sowie einen Sohn.